# Ikililou Dhoinine

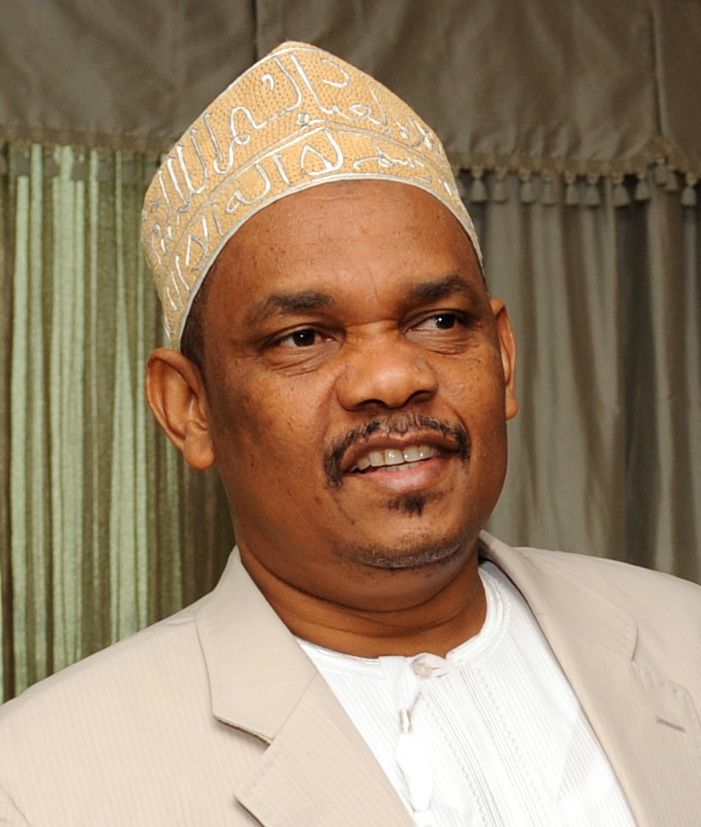

Ikililou Dhoinine (14 de agosto de 1962, Djoièzi, ilha Mohéli, Comores) é um farmacêutico e  político comorense, foi presidente das Comores de 2011 até 2016, tendo sido previamento vice-presidente. 

## Vida política
Dhoinine ganhou as eleições presidenciais comorenses de 2010 recebendo a maioria dos votos na primeira volta (28,19%). Enfrentou Mohamed Said Fazul e Abdou Djabir numa segunda volta, tendo obtido 61,12% dos votos, e vencendo a eleição. Como membro do partido atualmente no governo, Dhoinine era apoiado pelo na altura presidente em exercício Ahmed Abdallah Mohamed Sambi. Anteriormente, trabalhara no Ministério das Finanças como vice-presidente encarregado do Orçamento e do Empreendedorismo Feminino. De 26 de março a 31 de março de 2008, foi presidente-interino de Anjouan, uma das ilhas da União das Comores.
Dhoinine foi o primeiro presidente das Comores proveniente da ilha de Mohéli.